# سرمج مزوال
سَرمج مِزوال هي نوع من النباتات المزهرة في فصيلة الربيعية واطنة فرنسة وإسبانية والبرتغال والمغرب. أوراقه لاطئة متقابلة سنانية. ازهراره عنقودي منتصب مستقيل.